# 빅터 올라디포

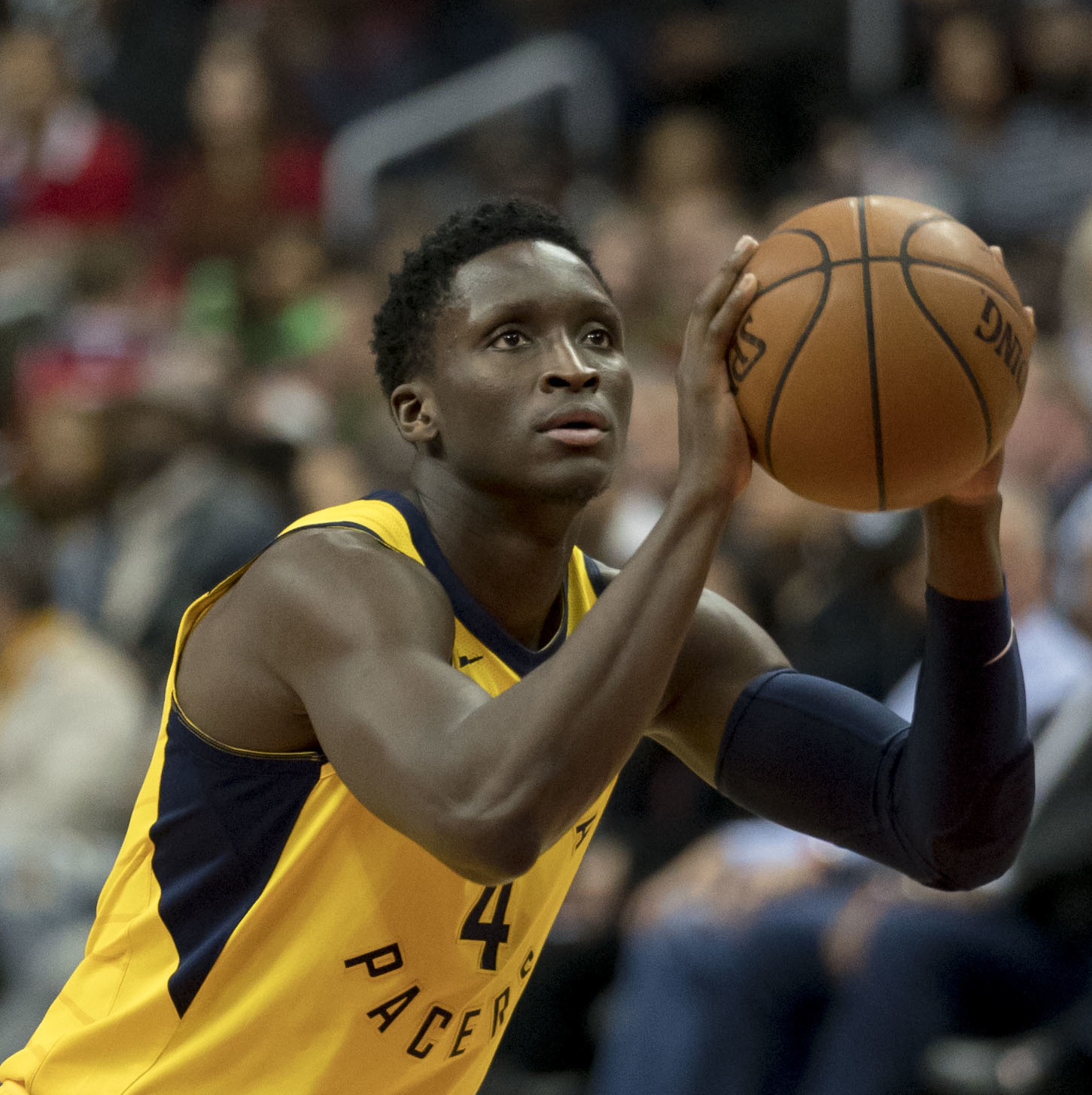
빅터 올라디보 (2018년)

케힌데 바바툰데 빅터 올라디포(영어: Kehinde Babatunde Victor Oladipo, 1992년 5월 4일 ~ )는 미국의 프로 농구 선수로 전미 농구 협회(NBA)의 휴스턴 로키츠 소속이다. 그는 인디애나 후시어스 소속으로 대학 농구를 했으며, 2012-2013 시즌에는 미국 스포츠 협회(USBWA)와 《스포팅 뉴스》가 선정한 올해의 남자 대학 농구 선수, 올해의 공동 수비 선수, 그리고 1군 올 아메리칸 선수로 선정되었다. 그 해 그는 또한 NCAA 디비전 I 농구에서 매년 최고 선수에게 주어지는 아돌프 럽 트로피의 수상자로 선정되었다.
올라디포는 2013년 NBA 드래프트에서 올랜도 매직에 의해 전체 2순위로 지명되었고, 계속해서 NBA 올스타 퍼스트 팀에 지명되었다. 그는 2016년 오클라호마시티 선더로 트레이드되었고, 그 후 2017년 인디애나 페이서스로 트레이드되었다. 그는 최초의 NBA 올스타가 되었고, 도루에서 리그를 이끌었고, 올 디펜시브 퍼스트 팀과 올NBA 서드 팀에 지명되었으며, 인디애나에서의 첫 시즌에 NBA 기량발전상을 수상했다. 2019년 1월 시즌 종료 부상을 포함하여, 부상으로 가득 찬 2018-19 시즌에도 불구하고, 올라디포는 2년 연속 동부 컨퍼런스 올스타 예비 선수로 지명되었다. 2021년 1월, 그는 휴스턴 로키츠로 이적되었지만, 단 두 달 후 마이애미 히트로 이적되었다. 그는 마이애미와 단 4경기 만에 시즌 종료 수술을 받았고, 2022년 3월에 경기에 복귀했다.